# Michail Kusmitsch Jangel

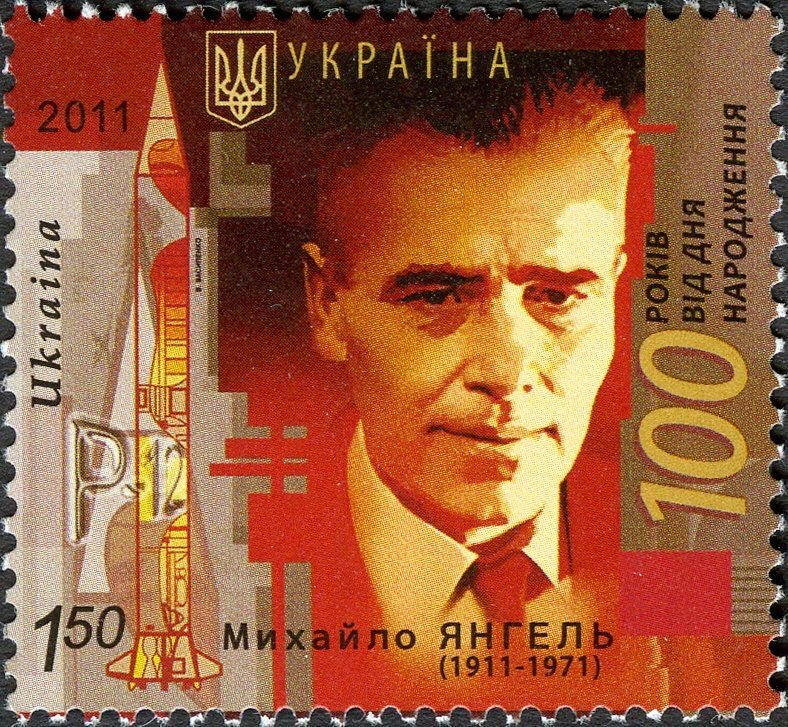
Ukrainische Briefmarke von 2011 mit Abbildung von Michail Jangel samt Rakete

Michail Kusmitsch Jangel (russisch Михаил Кузьмич Янгель; * 25. Oktoberjul. / 7. November 1911greg. in Syrjanowa im Gouvernement Irkutsk; † 25. Oktober 1971 in Moskau) war ein sowjetischer Raketenkonstrukteur.
Seine Karriere begann als Flugzeugingenieur, nachdem er 1937 am Moskauer Luftfahrtinstitut seinen Abschluss gemacht hatte. Später befasste er sich mit ballistischen Raketen, wo er zu Beginn an den Steuerungssystemen der Raketen arbeitete.
Als ein Gefährte Sergei Koroljows baute er ein Raketenantriebszentrum in der Ukraine auf, das 1954 die Basis für seine OKB-586-Konstruktionsabteilung legte. Am Anfang diente Jangels Anlage der Massenproduktion und Weiterentwicklung von Interkontinentalraketen (ICBMs). Seine Abteilung entwickelte die R-12 und die R-16, deren Trägerraketenableger als Kosmos und Zyklon bekannt wurden.
Jangel kam 1960 bei der Nedelin-Katastrophe knapp mit dem Leben davon, weil er sich zum Zeitpunkt der Explosion in einer weiter entfernten Raucherzone aufhielt. Sein OKB war führend an der Entwicklung der sowjetischen Mondlandefähre LK im Rahmen des sowjetischen bemannten Mondprogrammes beteiligt.
Er verstarb kurz vor seinem 60. Geburtstag an seinem fünften Herzinfarkt und wurde auf dem Friedhof des Nowodewitschije-Klosters beigesetzt.

## Würdigungen
Für seine herausragenden Leistungen wurde Jangel 1960 mit dem Leninpreis und 1967 mit dem Staatspreis ausgezeichnet. Außerdem wurden ihm vier Leninorden, der Orden der Oktoberrevolution und zahlreiche Medaillen verliehen; er war zweifacher Held der sozialistischen Arbeit. Er war Mitglied der Akademie der Wissenschaften der UdSSR und der Akademie der Wissenschaften der Ukrainischen SSR.
Des Weiteren wurden nach ihm benannt:
- der Mondkrater Yangel'[5]
- der Kleinplanet (3039) Yangel
- eine Metrostation auf der Serpuchowsko-Timirjasewskaja-Linie in Moskau
- Straßen in vielen Orten, so in Moskau und Kiew